# محمد الطيب الهزازي
محمد الطيب الهزازي هو رئيس الديوان الملوكي العالي (الديوان الملكي حاليًا) عام 1925، في عهد مملكة الحجاز ونجد وملحقاتها، وكان ملازمًا للملك عبد العزيز بن عبد الرحمن آل سعود مؤسس الدولة السعودية أثناء إقامته في الحجاز، وكان من أوائل من أيّد الملك في توحيد الحجاز بنجد، وانضم إلى مجلس الشورى عام 1930.

## النشأة والوفاة
نشأة وتعلم في مدينة جدة، وأصبح عضوًا في مجلس المبعوثان عن مدينة جدة في عهد السلطان عبد الحميد الثاني، وتوفي عام (1353هـ - 1934م).